# 빅터 킬리언

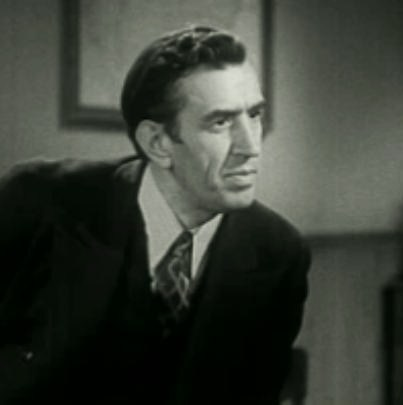

빅터 킬리언(Victor Kilian, 1891년 3월 6일 ~ 1979년 3월 11일)은 미국의 영화배우, 연극 배우이다.
저지시티에서 태어났으며 할리우드에서 사망하였다.

## 영화
- 올 인 더 패밀리 (1968년) - 클러크 역
- 언노운 월드 (1951년)
- 레몬 드롭 키드 (1951년)
- 톨 타겟 (1951년)
- 밴디트 퀸 (1950년)
- 프레임 앤드 애로우 (1950년)
- 콜로라도 테리토리 (1949년)
- 황색 하늘 (1948년)
- 애정 (1946년)
- 딜린저 (1945년)
- 스펠바운드 (1945년)
- 벨 오브 더 유콘 (1944년)
- 키스밋(영어판) (1944년)
- 세인트 루이스에서 만나요 (1944년)
- 립 더 와일드 윈드 (1942년)
- 백주의 탈출 (1942년)
- 요크 상사 (1941년)
- 혈과 사 (1941년)
- 버지니아 시티 (1940년) - 에이브러햄 링컨 역
- 닥터 사이클롭스 (1940년)
- 데이 뉴 왓 데이 원티드 (1940년)
- 채드 한나 (1940년)
- 쾌걸 조로 (1940년)
- 젊은 톰 에디슨 (1940년)
- 파리 허니문 (1939년)
- 네버 세이 다이 (1939년)
- 세인트 루이스 블루스 (1939년)
- 허클베리 핀의 모험 (1939년)
- 천사만이 날개를 가졌다 (1939년)
- 골드 디거 인 파리 (1938년)
- 톰 소여의 모험 (1938년)
- 마리 앙투아네트 (1938년)
- 대뉴욕 (1938년)
- 소년의 거리 (1938년)
- 7번째 하늘 (1937년)
- 하층민(영어판) (1936년)
- 더 로드 투 글로리 (1936년)
- 라모나 (1936년)